# Maria Cześnik
Maria Cześnik (Varsovia, 3 de agosto de 1977) es una deportista polaca que compitió en triatlón. Ganó una medalla de bronce en el Campeonato Europeo de Triatlón de Media Distancia de 2013.

## Palmarés internacional
| Campeonato Europeo | Campeonato Europeo | Campeonato Europeo | Campeonato Europeo |
| Año                | Lugar              | Medalla            | Prueba             |
| ------------------ | ------------------ | ------------------ | ------------------ |
| 2013               | Barcelona (España) | Medalla de bronce  | Individual         |